# Basílica visigoda de Santa María de Ibahernando
La basílica visigoda de Santa María de Ibahernando se enmarca dentro de una serie de hallazgos en forma de restos cristianos primitivos de finales del siglo V a principios del siglo VIII, descubiertos en el área próxima a esta localidad extremeña, siendo consagrada por Oroncio en el 635 e. c. Fue dada a conocer por Carlos Callejo y Fernández-Oxea entre 1962 y 1963 y excavada por el catedrático y arqueólogo extremeño Enrique Cerrillo Martín de Cáceres en 1973.

## Situación e historia del edificio
Los restos arqueológicos todavía visibles de la basílica altomedieval de Santa María se hallan situados en la dehesa de Magasquilla de los Donaire, muy cerca de la carretera CC-24.2 que une actualmente las poblaciones de Ibahernando y Santa Cruz de la Sierra, al Sureste de la provincia de Cáceres y 1,3 km en línea recta al Este del casco urbano.
Su altitud media sobre el nivel del mar de 540 m, en una pendiente del terreno.
A falta de nuevas referencias bibliográficas, no se encuentran por ahora textos acerca del edificio anteriores a la segunda mitad de la pasada centuria. Así, José Ramón Mélida afirma que «no existe en la provincia de Cáceres monumento arquitectónico alguno en pie de la época visigoda, ni trazas se adivinan entre los posteriores»; cita algunos restos localizados hasta entonces en Alcuéscar, Brozas, Herguijuela, Plasencia o Trujillo, entre otros.
Ya en marzo de 1962, se hallaron en la zona dos sarcófagos de granito de una sola pieza, intactos; un ara funeraria del siglo I que pasó a engrosar los fondos del Museo de Cáceres, varios fragmentos de otros epígrafes, restos de columnas, sillares de cimentación… y, sobre todo, la inscripción dedicatoria «de mármol, de 2 cm de grosor, incompleta y fragmentada en nueve trozos, bastante deteriorada en su superficie» de una iglesia de época visigoda que debió de construirse en las inmediaciones hacia el 635 e. c.
Desde un punto de vista histórico, la presencia de estas «iglesias propias» explica el progresivo desarrollo del culto a «Santa María» ya desde finales del siglo VI y comienzos del siglo VII por todo el territorio peninsular.
Las inscripciones más antiguas fechadas descubiertas hasta ahora corresponden a las de Jerez de los Caballeros (556) y Toledo (587). Ya del siglo VII, datan las de Mérida (627), Loja (652), Cabra (660) y esta de Ibahernando. Excepto la de Loja, todas están dedicadas a Sanctae Mariae [sic] o, como aparece en la de Mérida, bajo el apelativo añadido de «Madre de Dios».
La posterior llegada de poblaciones musulmanas a la zona a partir del 711 no parece que tuviera un significado especialmente negativo para este numeroso conjunto de parroquias rurales que pervivirán durante algún tiempo tras la nueva situación; no hubo sistemáticas campañas destructivas, sino más bien un progresivo abandono de las áreas ocupadas.
La venida de nuevos colonos de los reinos castellano y leonés ya en el siglo XIII, se encontraría muy probablemente con una población de orígenes muy diversos, entre la que se hallarían grupos marginales de procedencia hispanovisigoda.

## Intervención arqueológica
Tras la autorización y financiación de la entonces Comisaría General de Excavaciones Arqueológicas de la Dirección General de Bellas Artes en octubre de 1972, se llevaron a cabo los trabajos entre junio y julio del año siguiente, reanudándose en octubre con el fin de comprobar una serie de aspectos acerca de los usos del edificio.

### Arquitectura
- Espacio 1. Se centró la excavación en una sola nave de planta rectangular (un rasgo presente en otros edificios de las mismas características), orientada de NE a SO, cuyas dimensiones eran de 7,50 por 3,20 m; no se pudo determinar si todo el edificio fue construido de la misma mampostería del zócalo o si el resto fue levantado a base de tapial, siendo el espesor constante de sus muros de 0,52 cm. No así su altura discontinua, producto de sucesivas extracciones de materiales con destino a la construcción, como las que dieron lugar a los hallazgos de 1962.
- Espacio 2. Al SO de la nave descrita, se halló otro espacio de proporciones irregulares, dispuesto transversalmente al eje del primero y del que solo se había conservado una hilada de mampuesto trabado con argamasa.
- Espacio 3. Un tercer espacio de proporciones notablemente reducidas (1,55 por 1,50 m), centrado respecto al eje del espacio rectangular, albergaría el centro de culto o santuario. Justo en el centro del mismo, se halló la oquedad donde debería de estar implantado el tenante de altar, de un solo pie, similar al de otras iglesias de la zona.

El grosor de los muros de esta última estancia, idéntico al de las dos anteriores, haría suponer que las tres poseyeron el mismo sistema de cubierta mediante una cierta estructura de madera, tal y como se observa en otras construcciones de la época.
Sí llamaría poderosamente la atención la falta —tanto en el interior como el exterior— de piscina bautismal, presente en casi todos los casos conocidos de edificios de culto del sur de la antigua Lusitania y cuya existencia hubiese contribuido a reafirmar la función parroquial de carácter privado que parece derivarse de la morfología de sus ruinas.

### Restos funerarios
Según la vieja fórmula jurídica, el dueño de una ecclesia propria [sic] aportaba el edificio, el necesario mobiliario litúrgico, a la vez que corría con los gastos que ocasionara el clérigo que designaba el obispo. Se comprometía además a pagar anualmente una cierta cantidad (las tertiae), la primera de cuyas partes iba destinada directamente al obispo; la segunda, al culto de otras iglesias, y la tercera a los más necesitados de la diócesis.
A cambio, el propietario, sus familiares y los empleados de la finca tenían derecho a la correspondiente asistencia religiosa, pudiendo alojarse sus cuerpos en las inmediaciones del recinto sagrado. Cabe también la posibilidad de que «la tumba del fundador» (generalmente un sarcófago de una sola pieza de granito) precediese a la construcción del edificio.
Durante la excavación, se localizaron tres de estos enterramientos en el interior de la nave. En todos los casos, el fallecido se colocaría directamente sobre el suelo, sin lajas de pizarra que delimitaran los laterales.
De los pocos restos humanos encontrados, podía desprenderse que uno de los cadáveres pertenecía a un individuo de edad infantil. Un segundo, muy mal conservado, respondería a las características de un individuo de edad adulta.
Fuera del edificio, sobre el muro septentrional de la nave, se excavaron otros dos, no hallándose en ninguno restos óseos. A escasos metros del centro de culto, hacia el NE, se halló un tercero, producto de una somera excavación sobre el terreno y cubierto por tres gruesas lajas de granito.
A estos últimos, habría que añadir los descubiertos por Carlos Callejo en marzo de 1962.

### Hallazgos muebles
Como ocurre en todos los edificios de este tipo, el uso funerario se evidencia como una de las principales funciones del mismo. Era lógico, pues, que la excavación efectuada no pusiera al descubierto demasiados objetos arqueológicos, salvo los utilizados exclusivamente como elementos de ajuares, muy parecidos a los de otras necrópolis de la zona, de los que se conserva una interesante colección en el Museo de Cáceres.
No obstante, cabe resaltar al respecto el hallazgo de algunos fragmentos cerámicos cuya existencia pondría de manifiesto el poblamiento de la zona ya en los primeros siglos de nuestra era y entre los que se encontrarían diversos trozos de cerámica de paredes finas del taller de Mérida (datables hacia mediados del siglo I), así como varios fragmentos de terra sigillata hispánica, que bien pudieran corresponder a los siglos III-IV. Tampoco faltan fragmentos vidriados de coloración melada, así como con decoración espatulada en zigzag, ya claramente altomedievales.
Se encontraron también dos jarros de cerámica pertenecientes, al parecer, a sendas inhumaciones realizadas al mismo tiempo; otro jarro de perfil piriforme y asa sinuosa, del que ya no se conservaba la boca, posiblemente trebolada, en el momento de la inhumación; así como el borde y cuello de un ungüentario de vidrio azul verdoso y una botella biansada de boca circular.

### Epigrafía
La inscripción dedicatoria del edificio (35 x 24 x 2,5 cm) apareció en la dehesa de Magasquilla —propiedad de Luis Cercas Fernández— a principios de 1962, ingresando en el Museo de Cáceres en abril de ese año. Carlos Callejo resalta la importancia de esta pieza por un doble motivo: porque se trata de la primera de esta clase encontrada en la provincia de Cáceres y, en segundo lugar, «porque, si apareciese algún fragmento complementario, podríamos saber el nombre del obispo consagrante»:
十 IN N(OMINE) D(OMI)NI S(A)CRATA
EST HE(C BA)SELICA SANCTE
MAR(IAE) (…)
QVE NDIS (…) (HORON)
TΙO PONTIF(ICE) (…)
(SUB DIE IDVS) APRI
(LES AERA D) CLXXIII
«En el nombre del Señor, esta basílica fue consagrada a Santa María y a (…), siendo obispo Horoncio, el día (…) del mes de (marzo o abril) del año 673 de la era».

#### Inscripciones latinas

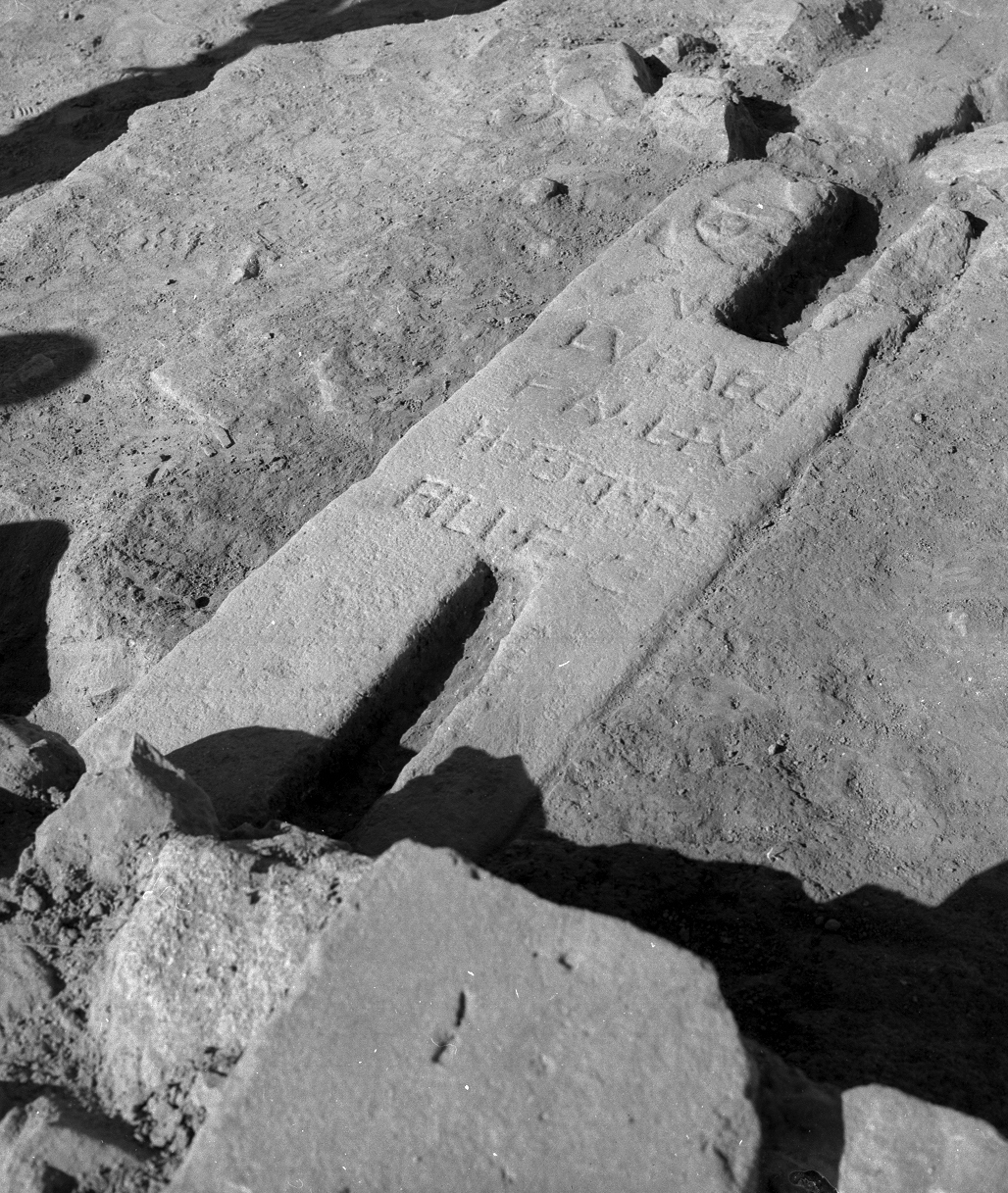
Estela de Sunua.

Destacan también varias inscripciones funerarias de época romana, entre las que cabe reseñar una estela de granito, posiblemente con cabecera redondeada, que se utilizó de umbral de acceso al santuario, lo que ha borrado partes de la cabecera y primera línea del siguiente texto:
(…)
SVN(V)A
LVBAECI
F(ILIA) AN(NORVM) L十V
H(IC) S(ITA) S(IT) T(IBI) T(ERRA) L(EVIS)
FILI F(ACIENDVM) C(VRAVERUNT)
«(…) Sunua, hija de Lubaeco, de 65 años, aquí está sepultada. Séate la tierra leve. Sus hijos procuraron hacerlo».
Durante la excavación, se descubrió formando parte de un cercado una lápida romana que se encontraba incompleta:
QVADRA
TVS FUSC
I F(ILIVS) H(IC) S(ITVS E(ST) S(IT)
(TIBI TERRA LEVIS)
«Quadrato, hijo de Fusco, aquí está sepultado. Séa(te la tierra leve)».
Se halló también otra estela de granito que servía de hogar en la cocina de la casa del guarda, rota por ambos extremos y cabecera decorada con creciente lunar:
D(IS) M(ANIBVS) (SACRVM)
(…)
IVLIA (M)
ATERNA
AN(NORVM) I(…)
H(IC) E(ST) S(ITA)
«Consagrada a los dioses Manes. (…) Julia Materna, de (…) años, aquí está sepultada».
A mediados de los años 50, había aparecido en la zona una curiosa estela trapezoidal de granito claro, de grandes proporciones, cuya anchura va decreciendo de arriba abajo (155 x 45-29 x 24 cm). Debajo del texto, pintadas de rojo, se trazaron tres líneas verticales unidas por una horizontal. Se conserva en el patio de la casa de Manuel Amarilla en Ibahernando:
CABVRIIA
AIINIMARI
I' OCII
MONIM
IITVS
«(A) Caburena, hija de Enimaro, (se le hizo) este sepulcro».

## Hemerografía
Publicaciones especializadas aparte, la excavación de la basílica tuvo cierto eco en la prensa diaria:

Los arqueólogos Javier Cerrillo, María Luisa Cuenca y Enrique Cerrillo Martín han descubierto las ruinas de una basílica, al parecer del siglo VII, en las cercanías de Ibahernando en una finca de don Luis Cercas.

En las excavaciones que estuvieron autorizadas y financiadas por la Dirección General de Bellas Artes, se logró alumbrar una nave de planta rectangular y con pórtico, según parece una de las primeras construcciones cristianas del sur de la Península. Asimismo aparecieron cinco tumbas y varios jarros funerarios, que vienen a demostrar la tardía romanización y cristianización de los núcleos rurales en la región extremeña. En este mismo lugar se halló en 1962 una lápida con el nombre del obispo Osorio [sic], que debió de consagrar la basílica cuyos restos se han descubierto ahora.

Europa Press (6 de septiembre de 1973). «Hallazgos arqueológicos en Ibahernando (Cáceres)». ABC (Madrid) (21 043): 54.